# شهرستان یو (هبئی)
شهرستان یو (به انگلیسی: Yu County) یک شهرستان در چین است که در جانگجیاکو واقع شده‌است.